# Seweryn Kulesza
Seweryn Roman Kulesza (Radom, 23 ottobre 1900 – Los Angeles, 14 maggio 1983) è stato un cavaliere polacco.

## Palmarès

### Olimpiadi
- Argento a Berlino 1936 nel concorso completo a squadre.